# الميدان الكبير (بروكسل)
الساحة الكبرى أو غراند بلاس (بالفرنسية: La Grand-Place أو Grote Markt) هي الساحة المركزية في مدينة بروكسل، بلجيكا. اكتسبت أهميتها بسبب المباني المحيطة بها كقاعة المدينة وكنيسة القديس ميخائيل. تبلغ أبعادها 68 متر عرضا و110 متر طولا. وتُعتبر اليوم، الوجهة السياحية الأكثر أهمية في المدينة، والأكثر إحتواء على المعالم السياحية المتميزة، حيث دار العمدية ومتاجر الشوكولاتة وتمثال الطفل مانيكن بيس. وكالعادة التقليد السنوى، توضع شجرة عيد الميلاد ضخمة في الساحة، كما توجد سجادة زهور شهيرة فيها. وقد تم إدراج الساحة على قائمة التراث العالمي لليونسكو عام 1998.

## التاريخ

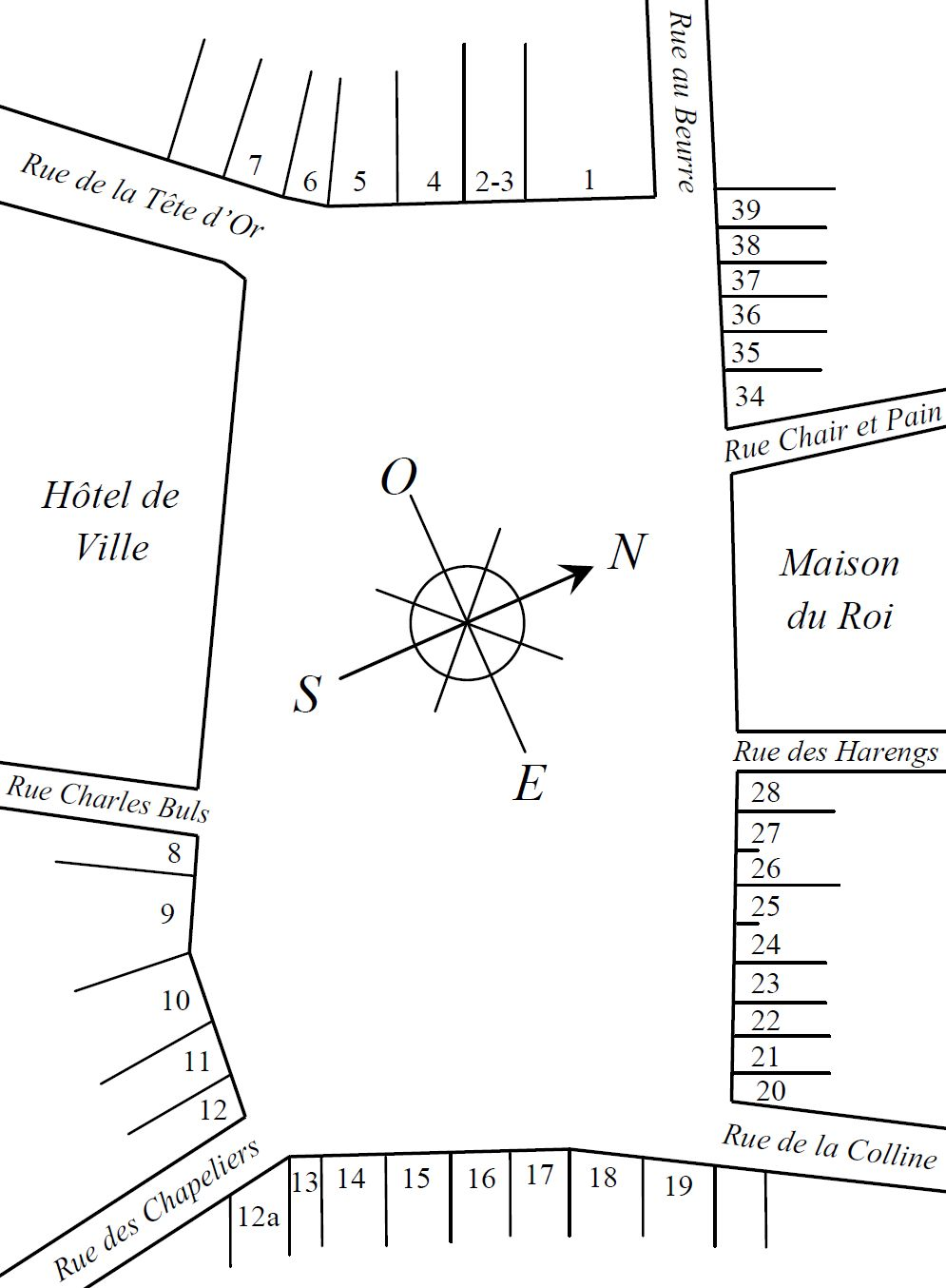
مخطط موقع الساحة

## المعالم
تضم ساحة الغراند بلاس في بروكسل مجموعة متجانسة على نحو رائع من المباني العامة والخاصة التي ترقى بشكل رئيس إلى أواخر القرن السابع عشر، وتتميّز بهندستها المعمارية التي تختصر وتجسّد بشكل حيوي النوعية الإجتماعية والثقافية الخاصة بهذا المركز السياسي والتجاري المهم.

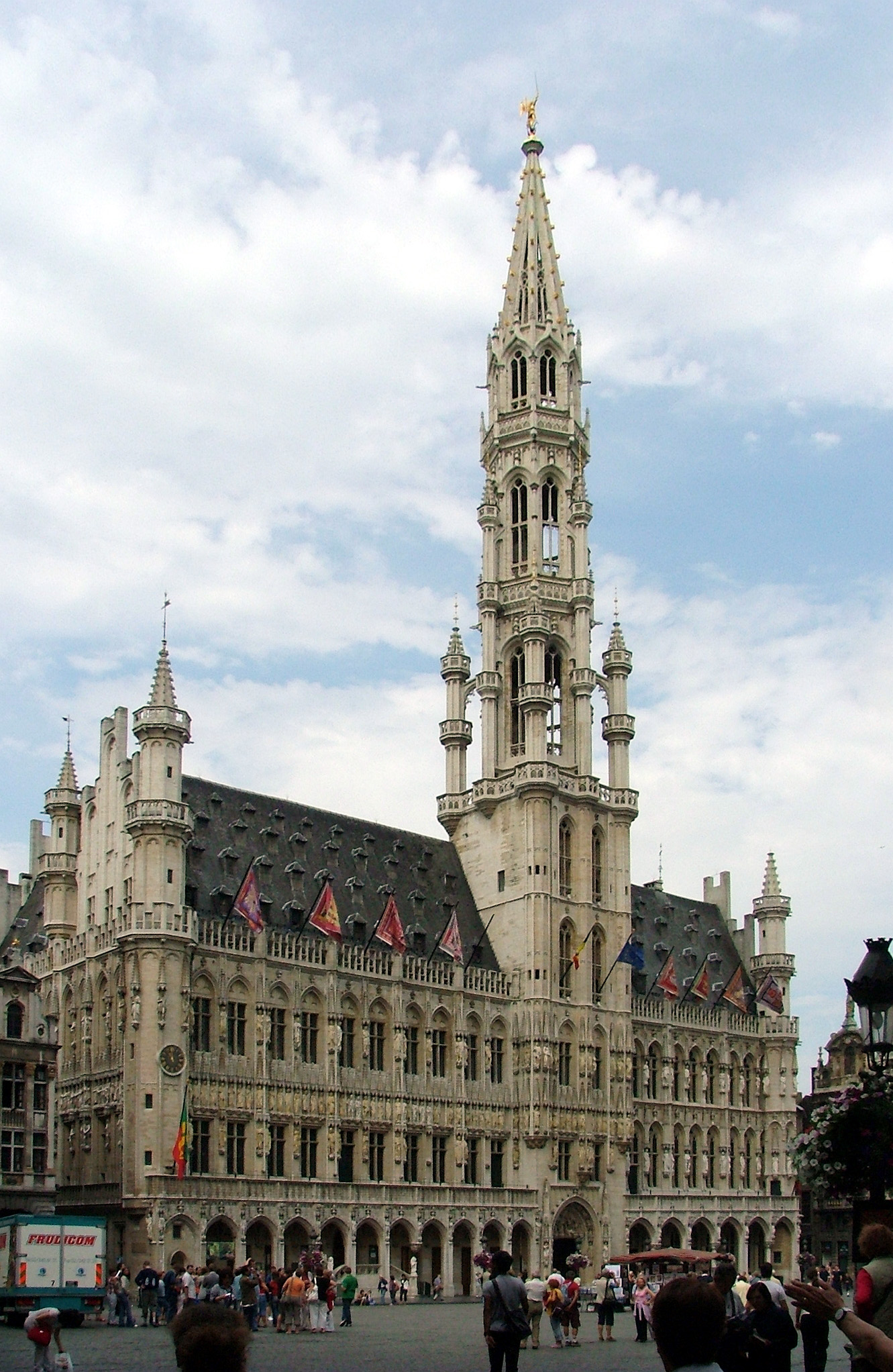
مبنى بلدية بروكسل
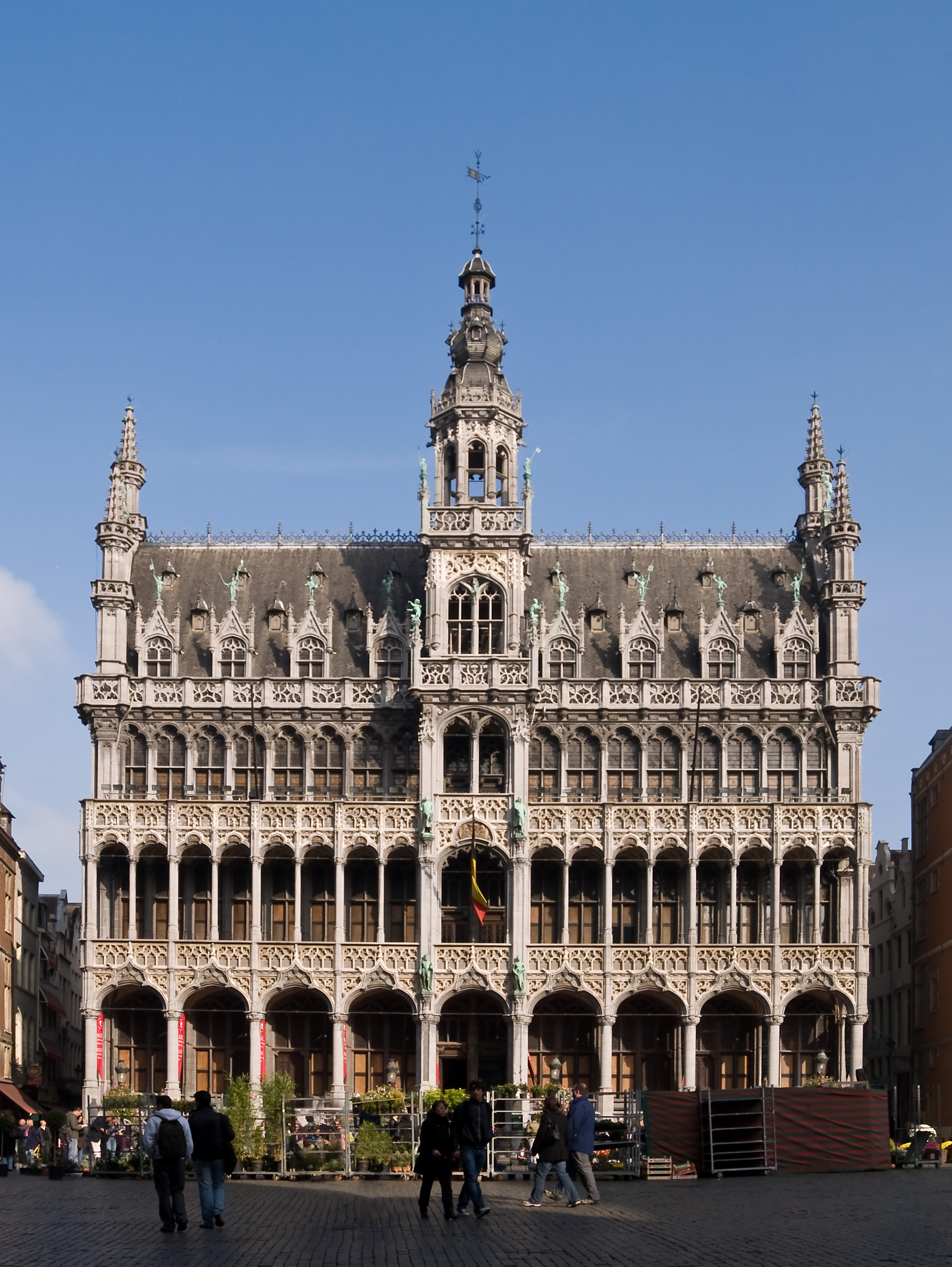
بيت الملوك (Broodhuis)
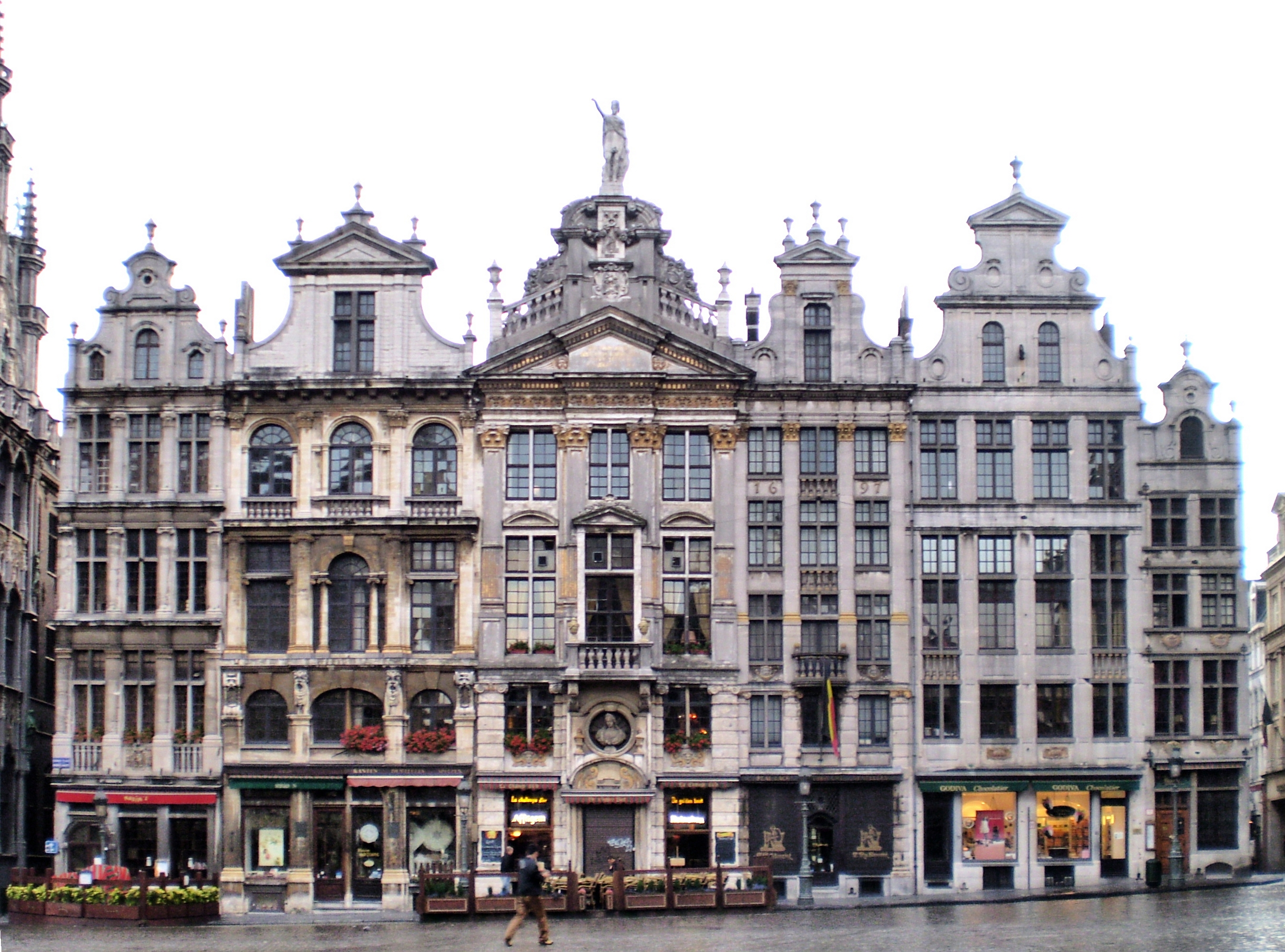
مباني الساحة
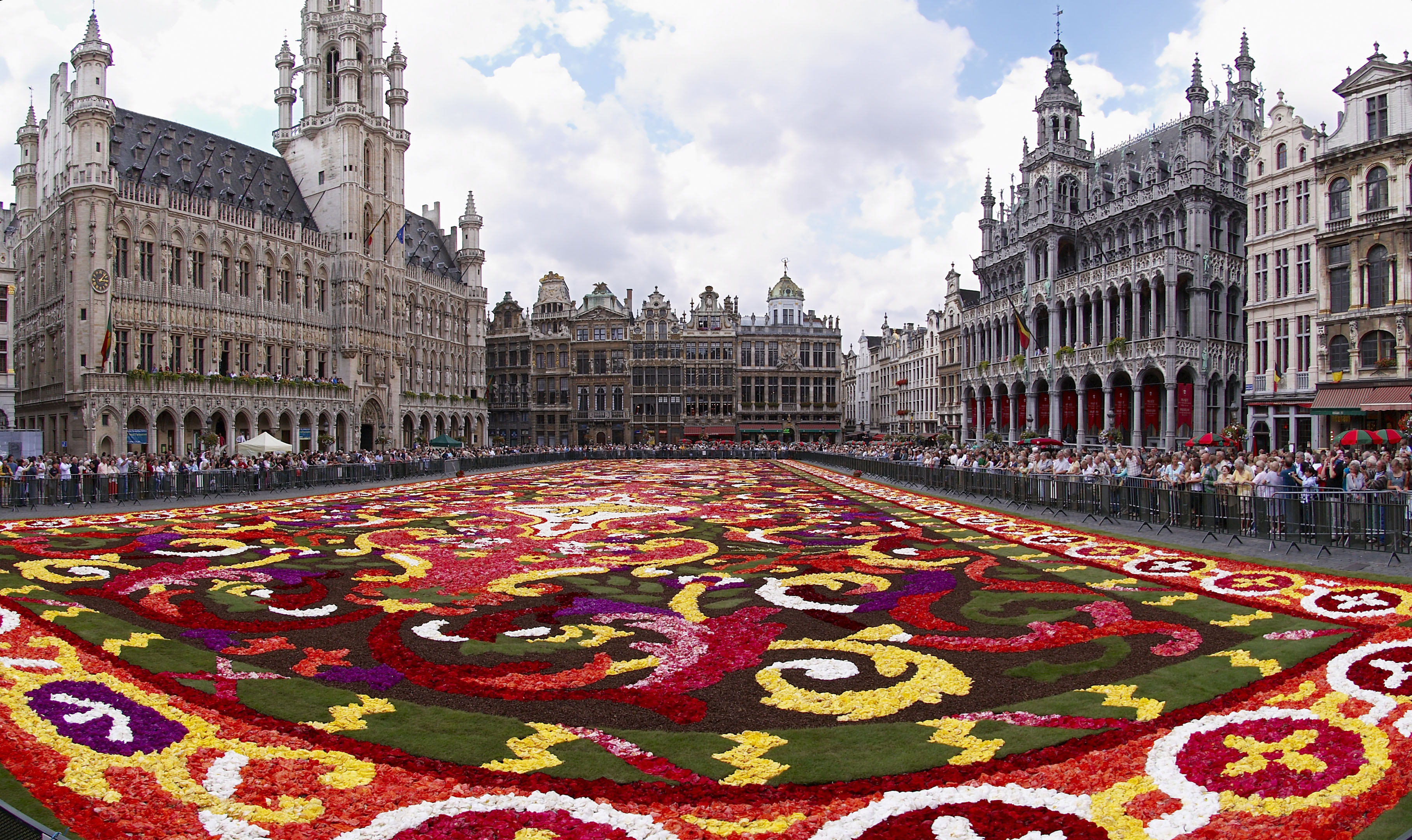
سجادة الزهور بالساحة

## وصلات خارجية
- الميدان الكبير | مركز التراث العالمي
- جولة إفتراضية وصور للميدان الكبير
- بيت الملوك | The Broodhuis
- الموقع الرسمي لسجادة الزهور في بروكسل